# Castel Morrone
Castel Morrone község (comune) Olaszország Campania régiójában, Caserta megyében.

## Fekvése
A megye délkeleti részén fekszik, Nápolytól 35 km-re északra valamint Caserta városától 6 km-re északi irányban. Határai: Caiazzo, Capua, Caserta, Limatola és Piana di Monte Verna.

## Története
A település alapítására vonatkozóan nincsenek pontos adatok. Valószínűleg a kora középkorban alapították, bár egyes régészek szerint alapítása a szamniszok idejére nyúlik vissza. A következő századokban nemesi birtok volt. A 19. században nyerte el önállóságát, amikor a Nápolyi Királyságban felszámolták a feudalizmust.

## Népessége
A népesség számának alakulása:

## Főbb látnivalói
- Castello (a középkori vár romjai)
- Santa Maria della Valle-templom
- Ave Gratia Plena-templom
- San Michele Arcangelo-templom